# WABC-TV
WABC-TV는 미국의 뉴욕주를 중심으로 하는 ABC 계열 방송국이다. 채널은 7번이다. AM 방송국으로 WABC (AM)도 있다.

## 슬로건
'Number One in New York'으로 뉴욕의 최고가 되겠다는 뜻이다.

## 연혁
1948년 10월 1일 개국했다. 당시에는 WJZ-TV였다. 1953년에 현재에 이름이 되었다. 1977년에는 ABC 확장 프로그램을 시작하기도 했다.

## 같이 보기
- WABC (AM)